# Амстердам (остров)
Вижте пояснителната страница за други значения на Амстердам.
Амстердам (на френски: Amsterdam) е вулканичен остров в Индийския океан, в състава на Френските южни и антарктически територии.
Островът се намира на юг от Мадагаскар на приблизително едно и също разстояние от бреговете на Антарктида, Австралия и Африка. На 85 км на юг от острова има малък необитаем остров Сейнт Пол, който заедно с остров Амстердам и околните скали образува архипелага Амстердам.

## Описание
Островът е вулканичен, като последното изригване е било през 1792 г. Най-високата точка на острова Мон де ла Дивс (Mont de la Dives) се намира на височина от 867 м.
Климатът му е мек, средните месечни температури са от 7 до 15 °С. Има много птици, пингвини и тюлени.
В зависимост от сезона там живеят от 100 до 300 души. Повечето от тях са членове на научни експедиции и работници в Метеорологичната станция.

## История
Островът е открит на 18 март 1522 г. от испанския мореплавател Хуан Себастиан де Елкано. Наимеуван е в чест на град Амстердам от холандеца Антоан ван Димен през 1633 година.